# 薩曼科區
薩曼科區（西班牙語：Distrito de Samanco），是秘魯的一個區，位於該國北部安卡什大區的桑塔省，始建於1955年4月15日，面積154.14平方公里，海拔高度21米，2005年人口4,083，人口密度每平方公里26人。